# Juan Manuel Fangio II
Juan Manuel Fangio II, född den 19 september 1956 i Balcarce, Buenos Aires, är en argentinsk racerförare. Han är brorson till den femfaldige formel 1-världsmästaren Juan Manuel Fangio.
Fangio debuterade i amerikansk sportvagnsracing 1985 och vann IMSA GT två år i rad för Dan Gurneys All American Racing (AAR). Han körde även Champ Car för AAR.